# 중간띠먼지말과
중간띠먼지말과(Mesotaeniaceae)는 접합조강 별해캄목에 속하는 녹조류과의 하나이다. 10개 속에 92종을 포함하고 있다.

## 하위 속
| - Ancylonema - 원통주머니말속 또는 원통상주머니속 (Cylindrocystis) - Geniculus - 중간띠먼지말속 (Mesotaenium) - 네트리움속 (Netrium) | - Nucleotaenium - Planotaenium - Roya - 나선색소체말속 (Spirotaenia) - 토르티타에니아속 (Tortitaenia) |